# Дівчата на мосту
Дівчата на мосту (норв. Pikene på broen) — серія картин норвезького художника Едварда Мунка, розпочата в першій половині 1900-x. Першою з них вважається версія, що зберігається в Національній галереї Осло (1899 або 1901).

## Опис
Найбільш ранні варіанти картини були створені близько 1900 - 1901 року у вподобаному Мунком Осґорстранні, де він щорічно проводив літо. Тут він відновив погіршений після виснажливого роману з Туллою Ларсен фізичний і психологічний стан та знову розпочав активну роботу. Перші начерки до картини художник зробив з місцевих школярок, які гралися на мосту: він попросив дівчаток вишикуватися в ряд уздовж поруччя і замалював їх. На найпершій картині вони зображені стоячими в ряд спиною до художника, обличчям до поруччя; на інших варіантах вони стоять спиною до поруччя або зображені групкою в центрі моста. Існує варіант, що отримав назву «Жінки на мосту» — на ньому зображена подруга Мунка Осе Ньоррегор  . Композиційно картина близька до таких робіт Мунка, як «Крик» — в ній також спостерігається люблений художником мотив зникаючої в перспективі дороги (тут в глибину полотна, як і на «Крику», йдуть міст і поруччя) і певне зміщення фокуса; в «Жінках на мосту» схожість посилюється фігурою Осе, що відокремилася від групи жінок біля поруччя і йде по мосту обличчям до глядача — композиція картини фактично дзеркально повторює «Крик». У той же час «Дівчата на мосту» ознаменували відхід Мунка від похмурих, глибоко напружених мотивів періоду «Фризу життя» в бік більш мирного і декоративного стилю (він буде розвинений художником в пейзажах 1900-х років і «пасторальних» полотнах на кшталт «Родючості» 1902 року). На відміну від більш ранніх робіт художника, які часто викликали бурхливу і суперечливу реакцію у публіки, «Дівчата на мосту» були доброзичливо зустрінуті критиками і глядачами. 
Один з варіантів картини, написаний спеціально для паризького Салону незалежних 1903 року, був придбаний М. А. Морозовим і в даний час зберігається в ДМОМ ім. О. С. Пушкіна  .